# Survivorman
Survivorman es un programa canadiense de televisión en el cual su presentador Les Stroud debe sobrevivir solo por 7 días en distintos lugares remotos con poca o nada de comida, agua o equipamiento, lo único que lleva es la ropa que lleva puesta, el equipo de cámaras, su armónica y una Victorinox.
El objetivo del programa es mostrar cómo se puede sobrevivir por sí solo en un lugar remoto con un mínimo de los suministros hasta ser rescatados. La búsqueda de alimentos, agua, y materiales para hacer fuego y de la vivienda son los principales desafíos de cada episodio.

## Situaciones de Supervivencia
Parte de la trama de Survivorman está en ver a Les Stroud hacer frente a las consecuencias de los fracasos de las técnicas de supervivencia o a la toma de malas decisiones (errores que frecuentemente hacen personas en la misma situación que él). Sin dejar de reconocer los errores y el efecto negativo sobre su estado emocional que puedan crear, Stroud lo sigue todo en la más absoluta calma, ofreciendo un modelo de comportamiento vital para el éxito de la supervivencia. 
Además de los desafíos físicos que plantea la supervivencia de cada situación, Stroud se enfrenta a los efectos psicológicos de aislamiento, lesiones físicas, y el agotamiento. Stroud nunca esta sin su armónica, la cual crea un ambiente de fuerte contraste con la naturaleza y la triste experiencia de la supervivencia. Le narra a la cámara su estado físico y psicológico, proporcionando consejos de supervivencia, o alguna que otra broma. En algunas ocasiones desmantela el equipo (por ejemplo bicicletas, motos de nieve, etc.) y les da otro uso práctico. 
El gran conocimiento de Les de la flora y fauna de cada lugar es quizás su más básica y a la vez poderosa herramienta. En cada episodio muestra a la audiencia la forma más viable de encontrar fuentes de alimento y evitar peligros. Además todo lo hace él mismo sin ayuda de nadie más que de la naturaleza.

## Filmación
Con excepción de las imágenes de Les Stroud llegando a un nuevo lugar y siendo rescatado al final de la semana, el contenido de cada episodio es grabado íntegramente por él mismo utilizando varias cámaras de vídeo DV(en los primeros episodios) y HDV (en los últimos) que debe llevar con él a todas partes que vaya. La carga de tener que llevar, enfocar y luego de cada toma guardar el equipo de cámara se suma a la dificultad del reto de supervivencia de cada situación. Las cámaras y equipo de audio pesan alrededor de 23kg. en total.

## Episodios
Antes de sus 3 temporadas en Discovery Channel tuvo 11 temporadas en People and Arts (no presentadas a continuación en las tablas)

### Primera temporada
| #  | Estreno                  | Lugar                        |
| -- | ------------------------ | ---------------------------- |
| 1  | 1 de noviembre del 2004  | Bosque Boreal Canadiense     |
| 2  | 7 de noviembre del 2004  | Desierto de Arizona          |
| 3  | 14 de noviembre del 2004 | Costa Rica                   |
| 4  | 21 de noviembre del 2004 | Pantanos de Georgia          |
| 5  | 28 de noviembre del 2004 | Ártico Canadiense            |
| 6  | 5 de diciembre del 2004  | Montañas Rocosas Canadienses |
| 7  | 12 de diciembre del 2004 | El Cañón de Utah             |
| 8  | 19 de diciembre del 2004 | Temagami                     |
| 9  | 26 de diciembre del 2004 | Mar de Belice                |
| 10 | 2 de enero del 2005      | Detrás de Escenas            |

### Segunda temporada
| #  | Estreno                   | Título                    |
| -- | ------------------------- | ------------------------- |
| 11 | 10 de agosto del 2007     | Desierto de Kalahari      |
| 12 | 17 de agosto del 2007     | Selva Amazónica (Ecuador) |
| 13 | 24 de agosto del 2007     | Labrador                  |
| 14 | 31 de agosto del 2007     | Sudáfrica                 |
| 15 | 7 de septiembre del 2007  | Alaska                    |
| 16 | 14 de septiembre del 2007 | Islas Cook                |
| 17 | 21 de septiembre del 2007 | Detrás de Escenas         |

### Tercera temporada
| #  | Estreno                  | Título              |
| -- | ------------------------ | ------------------- |
| 18 | 7 de noviembre del 2008  | Sierra Nevada       |
| 19 | 14 de noviembre del 2008 | Colorado            |
| 20 | 21 de noviembre del 2008 | Tundra Ártica       |
| 21 | 5 de diciembre del 2008  | Cacería en Temagami |
| 22 | 12 de diciembre del 2008 | Australia           |
| 23 | 19 de diciembre del 2008 | Papúa Nueva Guinea  |
| 24 | 26 de diciembre del 2008 | Detrás de Escenas   |